# Совет финансовой стабильности и развития Индии
Совет финансовой стабильности и развития Индии создан для укрепления и институционализации механизма поддержания финансовой стабильности, развития финансового сектора, в частности нормативно-координационной политики, а также мониторинга макро-пруденциального регулирования экономики.

## Состав совета
- Председатель
  - Губернатор Резервного банка Индии
  - Министр финансов
  - Секретарь Департамента по финансовым услугам
  - Главный экономический советник Министерства финансов
  - Председатель Совета по ценным бумагам и биржам Индии
  - Председатель Совета регулирования и развития страхования
  - Председатель регулирования и развития Пенсионного фонда

## Обязанности
- Финансовая стабильность
- Развитие финансового сектора
- Финансовая грамотность